# Yosvany Despaigne
Yosvany Oreidis Despaigne Terry (* 13. April 1976 in Cienfuegos) ist ein ehemaliger kubanischer Judoka, der ab 2007 für Italien antrat. Er siegte 2001 bei der Universiade.

## Sportliche Karriere
Der 1,80 m große Despaigne kämpfte bis 2004 überwiegend im Mittelgewicht, der Gewichtsklasse bis 86 Kilogramm (bis 1997) und bis 90 Kilogramm (ab 1998). Er war von 1995 bis 1999 sowie 2003 und 2005 kubanischer Meister in dieser Gewichtsklasse.
Bei den Olympischen Spielen 1996 in Atlanta unterlag er im Viertelfinale dem Südkoreaner Jeon Ki-young. In der Hoffnungsrunde schied er gegen den Niederländer Mark Huizinga aus. Im Oktober 1996 gewann Despaigne eine Bronzemedaille bei den Panamerikanischen Meisterschaften in San Juan, ein Jahr später erkämpfte er in Guadalajara erneut Bronze. Bei den Weltmeisterschaften 1997 in Paris besiegte er in seinem ersten Kampf Mark Huizinga, verlor aber im Viertelfinale gegen den Litauer Algimantas Merkevičius und schied in der Hoffnungsrunde gegen den Italiener Michele Monti aus. 1998 gewann er in Santo Domingo zum dritten Mal in Folge Bronze bei den Panamerikanischen Meisterschaften.
1999 gewann Despaigne bei der Universiade in Palma de Mallorca eine Bronzemedaille. Einen Monat später gewann er ebenfalls Bronze bei den Panamerikanischen Spielen in Winnipeg. Bei den Weltmeisterschaften in Birmingham unterlag er im Viertelfinale dem Japaner Hidehiko Yoshida. Nach einem Sieg gegen den Georgier Giorgi Gugawa und einer Niederlage gegen den Rumänen Adrian Croitoru belegte Despaigne den siebten Platz. Anfang 2000 erreichte er das Finale beim Tournoi de Paris, dort unterlag er dem Franzosen Frédéric Demontfaucon. In den Wochen danach siegte er bei den Weltcup-Turnieren in Leonding und in Rom und belegte den zweiten Platz hinter dem Deutschen Sven Helbing beim World Masters in München. Bei den Olympischen Spielen in Sydney unterlag er zum Auftakt Mark Huizinga und schied in der Hoffnungsrunde gegen Brian Olson aus den Vereinigten Staaten aus. 2001 siegte er beim World Masters in München und belegte in Leonding und Rom einen dritten Platz. Bei den Weltmeisterschaften in München schied er im Achtelfinale gegen den Kanadier Keith Morgan aus. Bei der Sommer-Universiade 2001 in Peking gewann er das Finale gegen den Russen Dmitri Morosow.
2002 gewann er in Santo Domingo den Titel bei den Panamerikanischen Meisterschaften. 2003 bezwang er im Finale des Tournoi de Paris den Spanier David Alarza. Bei den Panamerikanischen Spielen in Santo Domingo erkämpfte er eine Bronzemedaille, nachdem er im Viertelfinale gegen den Brasilianer Carlos Honorato unterlegen war. Bei den Weltmeisterschaften in Osaka unterlag er im Viertelfinale Keith Morgan. Nach Siegen in der Hoffnungsrunde über Mark Huizinga und den Chilenen Gabriel Lama verlor Despaigne den Kampf um Bronze gegen den Weißrussen Sjarhej Kucharenka. Bei den Olympischen Spielen 2004 in Athen schied Despaigne in seinem ersten Kampf gegen den Russen Chassanbi Taow aus.
Ab 2007 kämpfte Yosvany Despaigne für Italien im Halbschwergewicht, der Gewichtsklasse bis 100 Kilogramm. 2010 gewann er den italienischen Meistertitel. Internationale Erfolge gelangen ihm aber nicht mehr.
Der jüngere Bruder Oreidis Despaigne nahm ebenfalls dreimal für Kuba an Olympischen Spielen teil.